# Косик, Владимир Сергеевич
Владимир Сергеевич Косик (4 марта 1940, Красноуфимск, Свердловская область, РСФСР, СССР) — советский гандболист, известный украинский гандбольный тренер. Играл в баскетбол. Мастер спорта СССР по гандболу. Заслуженный тренер Украины.

## Карьера игрока
- 1956—1958 — «Спартак» (Днепропетровск), баскетбол;
- 1958—1960 — СК «Прометей» (Днепродзержинск), баскетбол;
- 1960—1962 — СКА (Киев), баскетбол;
- 1963—1967 — «Буревестник» (Киев), гандбол;
- 1967—1975 — «Авангард» (Киев), гандбол.

Серебряный призёр чемпионата Вооружённых Сил СССР 1963 года. Бронзовый призёр Спартакиады профсоюзов СССР 1966 года. Неоднократный чемпион и призёр первенства Украины и ЦС «Авангард».

## Карьера тренера
- 1967—1978 — играющий тренер «Авангарда» (Киев), ДЮСШ-10, сельскохозяйственной академии, главный тренер сборной УССР — победителя Спартакиады школьников СССР 1976, 1978 гг., победителя чемпионата СССР среди юниоров;
- 1978—1983 — главный тренер «Металлурга» (Бровары) — финалиста Кубка УССР 1980 года, двукратного чемпиона УССР;
- 1983—1986 — главный тренер «Автомобилиста» (Киев) — чемпиона УССР;
- 1986—1988 — главный тренер «Планеты» (Ленинград);
- 1988—1990 — главный тренер ДЮСШ (Бровары);
- 1990—1994 — главный тренер Спортинтерната (Бровары);
- 1994—1996 — главный тренер сборной Кипра;
- 1996—1997 — главный тренер «Петемиридиса» (Кипр);
- 1997—1999 — главный тренер женской и мужской команд «Лача» (Никосия, Кипр) — бронзового призёра чемпионата Кипра 1998 года среди мужчин, чемпиона и обладателя Суперкубка Кипра среди женщин;
- 1999—2004 — главный тренер «Портовика» (Южный) — серебряного и бронзового призёра чемпионата Украины.

В 2009 году после пятилетнего перерыва, связанного с работой на Кипре, вернулся на Украину и в качестве главного тренера возглавил «Будивэльнык» из Броваров, в сезоне 2009/10 годов ставший бронзовым призёром.